# Скуланево
Скуланево (алб. Skullan) је насеље у општини Липљан, Косово и Метохија, Република Србија.

## Становништво
Насеље има српску етничку већину.
| Демографија | Демографија | Демографија |
| Година      | Становника  | Становника  |
| ----------- | ----------- | ----------- |
| 1948.       | 462         |             |
| 1953.       | 525         |             |
| 1961.       | 515         |             |
| 1971.       | 440         |             |
| 1981.       | 425         |             |
| 1991.       | 361         |             |

Постоје писани подаци о следећим родовима :
1. Ћурчићи (2 куће, Св. Никола), старинци;
2. Делићи (6 кућа, Св. Ђорђе Алимпије), старинци. Старо презиме им је било Славнићи;
3. Сурић (1 кућа, Св. Никола), старинци;
4. Бугари (1 кућа, Св. Петка), досељеници непознатог порекла;
5. Икинчићи (6 кућа, Ђурђиц). Досељени око 1820. године из Каменоглаве (Горња Морава) да се не би "потурчили";
6. Сојевци (7 кућа, Ђурђиц). Досељени су из Сојева (Горња Морава) око 1820. године. Старо презиме им је било Дурсунчићи;
7. Сливари (4 куће, Ђурђиц). Пресељени из Прејаца из истоименог рода средином 19. века;
8. Парандаћи (2 куће, Св. Јован Крститељ). Пресељен из истоименог рода у Доњој Брници за време грчко-турског рата 1897. године;
9. Мирини (2 куће, Св. Јанићије). Досељени око 1930. из Прејаца, из већ изумрелог рода Бакшићана. Старина им је у Бакшији;
10. Демировић (1 кућа, Св. Никола). Пресељен из рода Димирчића у Угљару око 1900. године;
11. Димитријевић (1 кућа, Св. Атанасије). Пореклом из Македоније. Доселили се око 1900. године;
12. Савић (1 кућа, Св. Василије). Преселили се око 1900. године из Великог Алаша;
13. Тројићи (3 куће, Св. Василије). Преселили се око 1900. године из Великог Алаша;
14. Мирковић (1 кућа, Св. Василије). Преселили се око 1890. године из Враголије;
15. Ристић (1 кућа, Св. Никола). Пресељен око 1870. године од Вучитрна;
16. Јашаревић (1 кућа).